# Armoriale dei comuni del libero consorzio comunale di Siracusa
Questa pagina contiene le armi (stemmi e blasonature) del libero consorzio comunale di Siracusa e dei suoi 21 comuni.
| Stemma                               | Comune e blasonatura | Gonfalone          |
| ------------------------------------ | --- | ------------------ |
|                                      | Augusta raffigura un'aquila che trae monete dal mare sottostante su sfondo azzurro. Corona a 5 torri. Motto: Urbs Regalis Augusta Veneranda Fidelis Gonfalone: Drappo di verde... |                    |
| Stemma aulico precedentemente in uso | Avola Scudo sovrastato da una corona smaltata in oro e incastonata di rubini smeraldi e perle, con due cornucopie laterali colme di frutti e foglie legate in basso da un nastro verde. Lo scudo è formato da tre elementi: la fascia, la croce e le api. La fascia incurvata di colore oro lo divide in due campi, uno superiore comprendente la croce bianca sul fondo rosso e una inferiore con tre api dorate disposte a montante una su due su fondo blu Gonfalone: drappo troncato di azzurro e di rosso… |                    |
|                                      | Buccheri Diviso a metà in due fasce orizzontali uguali; quella di sopra di colore azzurro e quella disotto di colore rosso bordeaux; al centro fra le due fasce, un castello con tre torri, di cui quella al centro di foggia quadrata e le due laterali rotonde; al di sotto un grifone con tre zampe di cui una reggente un calice in oro Incongruenza tra disegno e blasonatura: il castello è fondato sulla partizione e non attraversante. Gonfalone: Drappo partito di rosso e di giallo oro, con scritta in oro a tutto campo COMUNE DI BUCCHERI... D.P.C.M. del 3 giugno 1986, riconoscimento stemma e gonfalone |                    |
| Stemma precedentemente in uso        | Buscemi Troncato: nel primo, d'argento, al castel lo di rosso, aperto del campo, murato di nero, fondato sulla partizione; nel secondo, di verde, alla banda diminuita cucita d'azzurro. Ornamenti esteriori da comune Decreto del 22 giugno 1985 Gonfalone: Drappo partito di bianco e d'azzurro riccamente ornato di ricami d'argento e caricato dello stemma sopra descritto con l'iscrizione centrata in argento: Comune di Buscemi |                    |
|                                      | Canicattini Bagni Scudo medioevale con sfondo azzurro, trangla (fascia, striscia orizzontale che simboleggia il cingolo d'oro portato intorno ai fianchi dagli antichi soldati per reggere la spada) inferiore rossa su cui posa un agnello pasquale colore argento con la testa rivolta e reggente tra piede e gamba destra l'estremità inferiore o calciolo di uno stendardo bifido e svolazzante, di rosso alla croce bianca piana sopra asta d'oro, che discende diagonalmente. L'asta reggibandiera passa davanti al corpo dell'animale, per ragioni di logica e di statica Gonfalone: Drappo di velluto rosso, orlato d'oro, caricato dallo stemma sopra descritto, ricamato a colori, con l'iscrizione centrata, composta in tutte lettere latine d'oro: "COMUNE DI CANICATTINI BAGNI" Parti in metallo e cordoni saranno dorati. L'asta verticale sarà cimata da uno scudo d'arma e ricoperta di velluto azzurro con bullette dorate poste a spirale. Cravatta e nastri tricolorati dai colori nazionali e frangiati d'oro |                    |
|                                      | Carlentini D'azzurro, al leone d'oro, coronato all'antica di tre punte visibili, dello stesso il tutto alla bordatura d'oro. Sotto lo scudo su lista bifida e svolazzante di azzurro, il motto, in lettere maiuscole di nero, CAESAREA ET INEXPUGNABILIS. Ornamenti esteriori da città D.P.R. del 17 giugno 2009 Gonfalone: Drappo di giallo con la bordatura di azzurro, riccamente ornato di ricami d'oro e caricato dello stemma sopra descritto con la iscrizione centrata in ora, recante la denominazione della Città. Le parti di metallo ed i cordoni saranno dorati. L'asta verticale sarà di velluto ricoperta dei colori del drappo, alternati, con bullette dorate poste a spirale. Nella freccia sarà rappresentato lo stemma della Città e sul gambo inciso il nome. Cravatta con nastri tricolorati dai colori nazionali frangiati d'oro |                    |
|                                      | Cassaro D'azzurro alla fascia d'argento; sul tutto un obelisco d'oro murato di nero sormontato in punta da una sfera pure d'oro Gonfalone: Drappo d'azzurro |                    |
|                                      | Ferla Uno scudo bipartito: nel 1° d'azzurro, al leone d'oro rampante alla pianta di ferula al naturale; nel 2° d'azzurro, alla fenice sorante d'argento sovra la sua immortalità di rosso, riguardante un sole d'oro a destra. Gonfalone: Drappo d'azzurro |                    |
|                                      | Floridia Troncato: il primo, inquartato in decusse, il 1° e il 4°, d'oro, a quattro pali di rosso; il 2° e il 3°, d'argento, all'aquila di nero, coronata dello stesso; il secondo, di azzurro, alla pianta di miglio d'oro, con due pannocchie dello stesso, nodrita in punta. Lo scudo è sormontato dalla corona ducale. Sotto lo scudo, su lista bifica e svolazzante di azzurro, il motto, in lettere maiuscole d'oro, Xiridia Dilecta. Lo scudo è ornato da due fronde di alloro e di quercia, di verde, con le drupe e con le ghiande d'oro, decussate in punta e legate dal nastro tricolorato dai colori nazionali Gonfalone: Drappo di azzurro riccamente ornato di ricami d'argento e caricato dallo stemma sopra descritto con l'iscrizione centrata in argento, recante la denominazione del Comune D.P.R. dell'11 ottobre 1999 |                    |
|                                      | Francofonte Un cavaliere medievale che monta un cavallo rampante, munito di lancia, alle prese con la leggendaria Hidra, ed è arricchito da una torre merlata posta all'estremità di un ponte con acqua corrente. Una corona merlata sormonta la rappresentazione sopra descritta; il tutto contornato da una corona di arance e foglie di arancio Gonfalone: Riproduce lo stemma su colori verde-arancio, ed è arricchito da bande laterali con le effigi dei Santi venerati a Francofonte: Madonna della Neve, Sant'Antonio Abate, San Giuseppe, Madonna del Carmine, San Sebastiano e San Francesco |                    |
|                                      | Lentini scudo a forma sannitica; l'area dello scudo è azzurra con torre a tre merli; ai piedi leone d'oro, il suo occhio è "allumato". Sovrasta lo scudo una corona a cinque torri dorata. Al di sotto dello scudo, fronde di alloro con bacche dorate sulla sinistra e spighe di grano (di colore giallo) sulla destra legate da un fiocco tricolore Gonfalone: drappo di azzurrino-verde; al centro lo scudo a forma sannitica sovrastato dalla corona a cinque torri dorata. All'interno dello scudo il campo è di colore azzurro forte. Il confinamento tra i due tipi di azzurro è limitato al segmento orizzontale superiore dello stemma. Tutti gli ornamenti esterni devono essere d'oro e anche l'asta che sostiene il drappo deve avere i pomelli e la freccia d'oro perché Lentini ha acquisito il titolo di città |                    |
|                                      | Melilli Aquila coronata, con le ali spiegate, coperta al centro da due scudi ovali, sormontati da corona. Nello scudo a sinistra si notano un sole radiante, delle api, dei ruderi con vegetazione; nello scudo a destra, diviso in sette parti, due aquile sormontate da corone, delle bande, due leoni rampanti coronati, delle foglie, una colonna, una torre e delle bande. Lo stemma è racchiuso nella scritta circolare che recita: Maegara ortum Hiblae leo martem alveare Melilli dat (Megara, leone di Ibla dà a Melilli la nascita, la potenza, la prosperità) Gonfalone: Drappo di verde |                    |
|                                      | Noto Gonfalone: Drappo di rosso... |                    |
| Stemma presente sul gonfalone        | Pachino Un riquadro arrotondato ai due angoli inferiori e diviso in tre parti da linee orizzontali. Nella parte superiore è collocata una torre, nella parte centrale un mappamondo tenuto da un supporto, infine nella parte inferiore è raffigurato un maiale Gonfalone: drappo di rosso… |                    |
|                                      | Palazzolo Acreide Aquila coronata, per alludere alle tradizioni di re Gerone, coi fulmini della guerra ai piedi, con scudo ovale al petto, sul quale è la testa di Cerere frugifera e l'iscrizione ΑΚΡΑΙΟΝ (AKRAION), secondo l'antica ortografia Gonfalone: Drappo di verde |                    |
|                                      | Portopalo di Capo Passero D.P.R. n. 1830 del 25 aprile 1988, registrato alla Corte dei Conti al n. 4, foglio 356 del 2 maggio 1988 Gonfalone: drappo partito di rosso e di azzurro… |                    |
|                                      | Priolo Gargallo Di rosso, al gallo ardito d'oro, sulla campagna di verde Gonfalone: Drappo troncato di giallo e di verde con le iscrizioni centrate in argento: Comune di Priolo Gargallo | Gonfalone Bandiera |
| Altra versione in uso dello stemma   | Rosolini Un'aquila con ali spiegate, gli artigli adunchi e distesi, sormontata da una corona all'antica d'oro, con lo scudo dello stemma dei principi Moncada-Paternò sul petto e con striscia ai piedi contenente la dicitura "Universitas Rosolinorum Regi Beneficio" su fondo azzurro Gonfalone: drappo di rosso… |                    |
|                                      | Siracusa Di verde all'aquila al naturale, al volo abbassato e con l'ala sinistra chiusa, cimata di corona regia, caricata nel petto di un castello d'oro, torricellato, afferrante con gli artigli d'oro i fulmini di Giove dello stesso. Sotto lo scudo una lista d'azzurro con la scritta "S.P.Q.S." Decreto dell'8 dicembre 1942 Gonfalone: drappo di verde… | Gonfalone Bandiera |
|                                      | Solarino D'azzurro, a tre spighe di frumento, col sole nascente e raggiante al cantone destro dello scudo, il tutto d'oro R.D. del 19 settembre 1921, RR.LL.PP. del 19 gennaio 1922 Gonfalone: drappo partito di giallo e di azzurro… |                    |
|                                      | Sortino di rosso, a tre bande d'oro abbassate sotto una fascia pure d'oro, sormontato da un fiore a otto petali costituiti da foglie alternate di quercia e di ulivo nel campo di azzurro. Ornamenti da Comune Gonfalone: drappo: troncato, di rosso e di azzurro riccamente ornato di ricami d'argento e caricato dello stemma comunale con l'iscrizione centrata in argento: Comune di Sortino. Le parti di metallo ed i cordoni sono argentati. L'asta verticale è ricoperta di velluto dai colori del drappo, alternati con bullette argentate poste a spirale. Nella freccia è rappresentato lo stemma del Comune e sul gambo inciso il nome. Cravatta e nastri ricolorati dai colori nazionali frangiati d'argento |                    |